# Mangalore
Mangalore è una suddivisione dell'India, classificata come municipal corporation, di 398.745 abitanti, capoluogo del distretto del Kannada Meridionale, nello stato federato del Karnataka. In base al numero di abitanti la città rientra nella classe I (da 100.000 persone in su).

## Geografia fisica
La città è situata a 12° 52' 0 N e 74° 52' 60 E e ha un'altitudine di 44 m s.l.m.

## Società

### Evoluzione demografica
Al censimento del 2001 la popolazione di Mangalore assommava a 398.745 persone, delle quali 200.234 maschi e 198.511 femmine. I bambini di età inferiore o uguale ai sei anni assommavano a 37.194, dei quali 18.965 maschi e 18.229 femmine. Infine, coloro che erano in grado di saper almeno leggere e scrivere erano 329.524, dei quali 171.845 maschi e 157.679 femmine.

## Amministrazione

### Gemellaggi
Mangalore è gemellata con:
- Hamilton, dal 1968